# Шаповалов, Василий Михайлович
Василий Михайлович Шаповалов (1893 — ?) — революционер и политический деятель.

## Биография
Василий Михайлович Шаповалов родился в 1893 году в семье крестьян. Украинец. Член ВКП(б) с марта 1918 года.

### Образование
1911-17. Окончил 5-классное земское начальное училище.

### Трудовая деятельность
С 1906 по 1912 год работал в портняжных мастерских, а с 1911 года в своём крестьянском хозяйстве.
С 1914 по 1917 год военная служба.
С апреля 1917 по октябрь 1917 год член Уфимского совдепа.
В начале 1918 получил от НКВД РСФСР, за подписью заместителя НКВД РСФСР Лациса, мандат-утверждение в должности Тургайского областного комиссара, утвержден в этом качестве на Актюбинском уездном съезде советов и вступил в конфликт с получившим аналогичный мандат от СНК РСФСР А.Джангильдиным, после телеграфных переговоров с И.Сталиным согласился уступить Джангильдину.
С апреля 1918 по май 1919 года член — заместитель председателя Тургайского облисполкома.
С 12 апреля 1919 года председатель Тургайского губисполкома и одновременно, как председатель Тургайского облисполкома подписывал приказы А.Джангильдин.
С августа 1918 по январь 1919 года член штаба группы войск и Актюбинского фронта.
С января по май 1919 года председатель военно-политического совета и РВС Актюбинского фронта. С 3 января 1919 года председатель и заведующий финансами и отделом печати «Актюбинского высшего военно-политического совета», которому задним числом с 31.12.1918 передается вся полнота власти в крае.
С июня 1919 по май 1920 член коллегии НКВД — начальник главмилиции Туркестанской АССР.
С июня 1920 по март 1921 года председатель Актюбинского уисполкома.
С марта по сентябрь 1921 года член президиума, ответственный секретарь КазЦИК и одновременно член Оренбургско-Тургайского губкома.
С мая 1921 года заместитель — врид НКВД КАССР.
С 1 августа 1921 года заведующий АПО Актюбинского губернского кома партии.
С сентября 1921 по февраль 1922 года председатель Актюбинского губернского Реввоентрибунала.
С марта по июль 1922 года председатель Акмолинского губернского Реввоентрибунала.
С сентября 1923 года 2-й помощник Актюбинского губернского прокурора по надзору за судебно-уголовным отделом губсуда и старшими следователями/. Одновременно член губисполкома и председатель ревизионной комиссии губсельхозсоюза.

## Общественная работа
Делегат волостного в январе 1918 и в сентябре 1922; уездного в январе и августе 1918, сентябре 1920, сентябре 1922, ноябре 1923; губернского в марте 1918, в феврале 1921, ноябре 1923; областного в октябре 1920, октябре 1921 и Всероссийского съезда советов в декабре 1920 года.